# 约翰·威廉·斯内尔曼
约翰·威廉·斯内尔曼（瑞典語：Johan Vilhelm Snellman，1806年5月12日—1881年7月4日）是一位芬兰哲学家、作家、记者和政治家。他是芬兰十九世纪芬诺曼运动中最具影响的人物之一。他对芬兰语的地位和芬兰马克的启用起了决定性的作用。他被认为是芬兰民族哲学家和重要的民族启蒙家之一。